# Védelmező Boldogasszony-székesegyház
A Védelmező Boldogasszony-székesegyház (portugálul: Catedral Nossa Senhora do Patrocínio) a Jaúi egyházmegye püspöki székesegyháza. Ez a Védelmező_Boldogasszony-plébánia plébánitemploma, amelyet 1853. augusztus 15-én alapítottak.1
Történelem ↑
A polgári és vallási cselekmények végrehajtása érdekében a jahui családokat a Brotas-kápolnába kényszerítették, amely körülbelül 50 kilométerre van. Így kápolna és legalább temető építését fontolgatták. Ebből a célból a régió lakosai 1853-ban Lúcio de Arruda Leme házában találkoztak. Egy újabb találkozó után megegyeztek, hogy a kápolna a Jaú folyó bal partján, valamint a Figueira bal partján épül fel. patak, és bár a község területe 40 négyzetkilométer lenne. Ezután Francisco Gomes Botão és Manoel Joaquim Lopes hadnagy egyenlő arányban adományozta a földet.
1852. március 29-én Brotas vikáriusa, Paulo Francisco de Paula Camargo tájékoztatta a tartomány elnökét, José Tomás Nabuco de Araújo Filhot egy kis kápolna építéséről a Tietê jobb partján fekvő Jahu nevű helyen. folyó. 1853. augusztus 15-én, Védelmező Boldogasszony napján Francisco de Paula Camargo ma pap celebrált misét a helyi közösség részvételével, majd megáldotta a temetőt. Védelmező Szűzanya képét Ituról hozták el.1
1856. május 3-án a falu kápolnáját gyógyultnak nyilvánították. 1868-ban megkezdődött az új, téglából épült templom építése, amely finanszírozási nehézségek miatt 1888-ban fejeződött be.1
A jelenlegi templom alapkövét 1895. november 24-én tették le, és 1901. június 9-én avatták fel, bár nem készült el teljesen. Ez az építkezés 1905. október 15-én fejeződött be.1
A Jaúi egyházmegye felállításával az anyatemplom egyházmegyei székesegyházzá emelkedett.2
Építészet ↑
Külső ↑
A templom neogótikus építészeti stílusú, a főbejárat feletti nagy ablakkal, valamint a 6 méter átmérőjű oldalablakokkal, a kereszt nyolcasaiban ezzel a kővel van kirakva, és pompás megjelenést kölcsönöznek az épületnek. 1
Belső ↑
Úgy építették, hogy minden hívő láthassa a főoltárt; a központi hajó és a kereszt 12 méter széles, míg az oldalhajók egyenként 3 méter szélesek voltak, folyosóként és gyóntatószék elhelyezésére szolgáltak. Ezen oldalhajók felett található a karzat, amely a főbejárat feletti orgonakarral köt össze. A mennyezet téglával boltíves, így 18 méter szabad belső magasság marad. A belmagasság az utcától a főpárkányig 19 méter és a gerincig 26 méter, a torony teljes magassága 60 méter.1